# Ellipteroides glabristyla
Ellipteroides glabristyla är en tvåvingeart som först beskrevs av Alexander 1968.  Ellipteroides glabristyla ingår i släktet Ellipteroides och familjen småharkrankar. Inga underarter finns listade i Catalogue of Life.